# Mecklenburg (Burg)

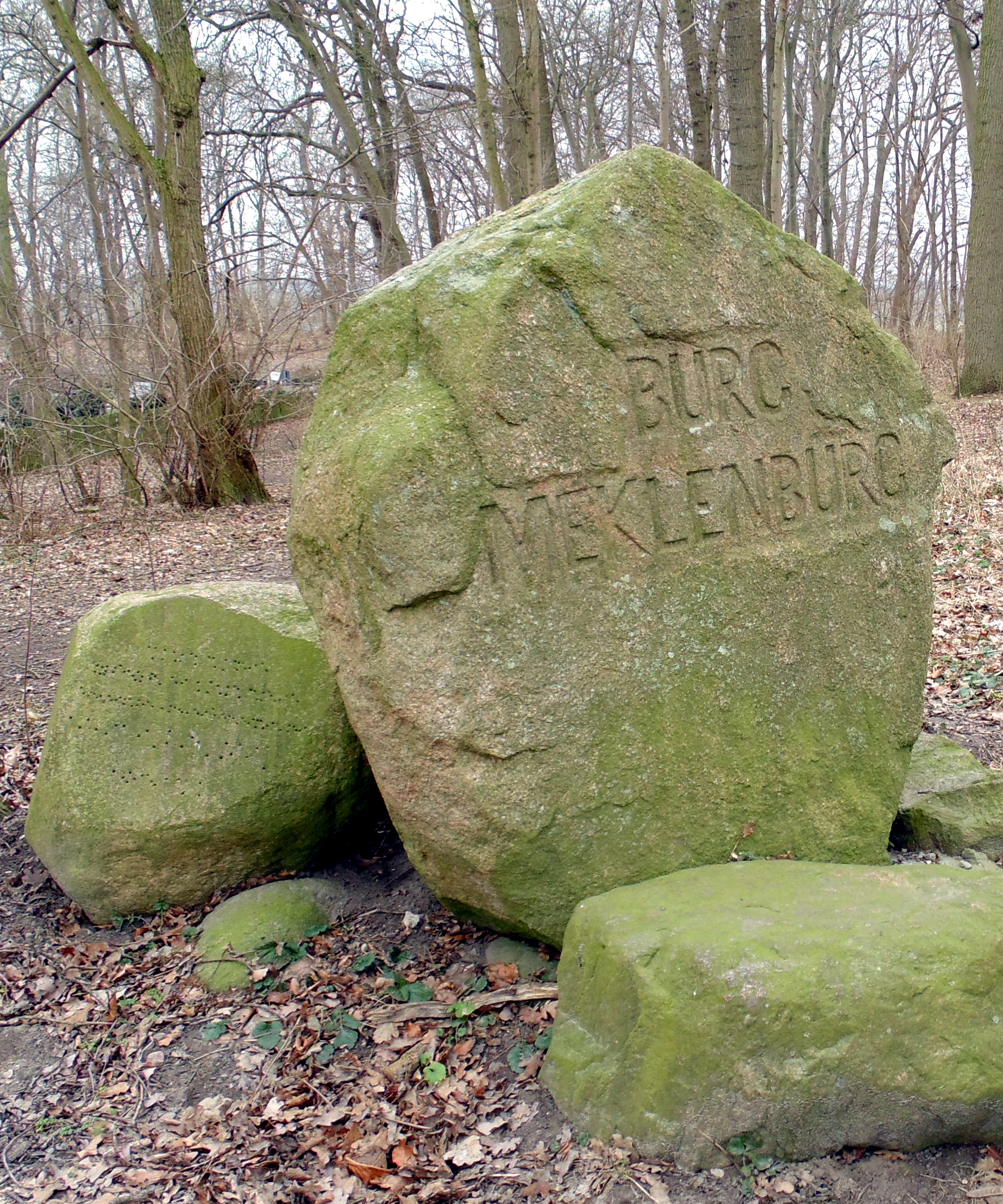
Denkmal auf dem Burgwall (Meklenburg geschrieben)

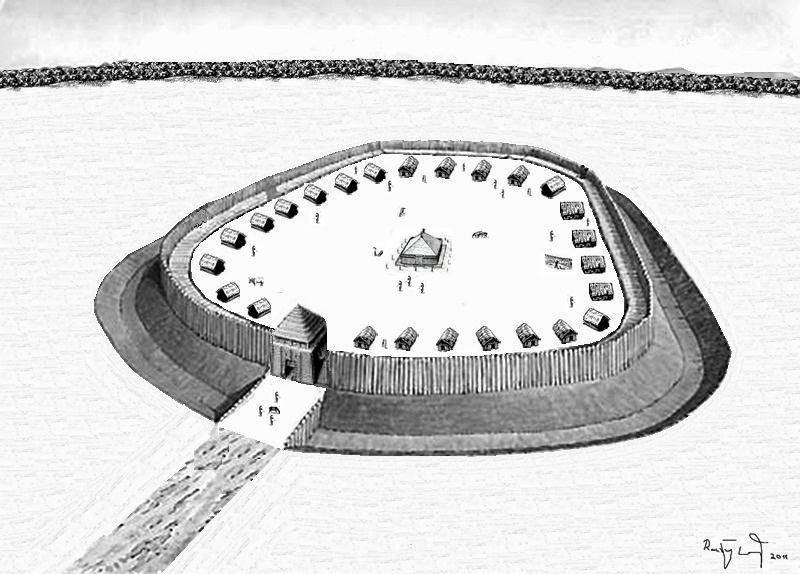
Einfacher Rekonstruktionsversuch der Burg

Die Mecklenburg (as. mikilinborg, mnd. mekelenborch, mhd. michelinburg; „große Burg“) war im 10. und 11. Jahrhundert der Hauptsitz des abodritischen Fürstengeschlechtes der Nakoniden. Sie lag auf dem Gebiet der heutigen Gemeinde Dorf Mecklenburg südlich von Wismar. Von der nicht erhaltenen Burg zeugt heute noch ein Erdwall. Ihr mutmaßlicher slawischer Name Wiligrad führte zur romantisch verklärten Namensgebung des 11 Kilometer südlich gelegenen Schlosses Wiligrad.

## Aufbau
Die Anlage erstreckte sich über eine Fläche von 23.196 m², die größte Außenlänge betrug 234 Meter, die größte Außenbreite 185 Meter und die maximale Höhe 12,75 Meter. Der geschützte, ellipsenförmige Innenraum der Burganlage hatte eine Größe von etwa 1,4 Hektar. Es lassen sich sieben Bauphasen unterscheiden, die mit A bis G bezeichnet werden. Die für die Phase C vorliegenden Dendrodaten werden auf die Zeit von 929 bis 945 n. Chr. datiert.
Die ersten beiden Bauphasen A und B sind nur unwesentlich älter, so dass eine Errichtung vor der ersten Hälfte des 10. Jahrhunderts auszuschließen ist. Frühslawische Keramiken vom Typ Sukow fehlen völlig. Keramikfunde aus den Schichten hinter der Burgmauer lassen sich dem Feldberger Typ zuordnen. Zum Aufbau des ersten Walls der Phase A in Kastenkonstruktion aus Eichenbohlen und Rammpfählen waren nach wissenschaftlichen Berechnungen die Bewegung von 25.000 m³ Erdmassen sowie die Beschaffung von 9.400 Festmetern Holz notwendig.

## Geschichte
Erste Burgen im näheren Umfeld der Wismarer Bucht sind bereits in den fränkischen Reichsannalen für das Jahr 808 bezeugt. Danach eroberte der dänische Fürst Göttrik eine Reihe abodritischer Burgen, bis er bei der Belagerung einer größeren Burg schwere Verluste erlitt und sich zurückziehen musste. Die lange angenommene Gleichsetzung der belagerten Burg mit der Mecklenburg wird aufgrund der vorliegenden Dendrodaten aus dem 10. Jahrhundert inzwischen jedoch zunehmend angezweifelt.
Seit dem 10. Jahrhundert ist die Burganlage als Sitz und Hauptburg der abodritischen Fürsten auch in den Schriftquellen belegt. Der jüdisch-andalusische Reisende Ibrahim Ibn Jacub bezeichnete sie 965 als Nakons Burg. Den nakonidischen Fürsten Nakon, Mistiwoj und Mistislaw diente die Burg als zentraler Herrschaftssitz und Repräsentationsort. Ende des 10. Jahrhunderts befand sich auf oder nahe der Burg eine dem Apostel Petrus geweihte Kirche mit angeschlossenem Nonnenkloster, dem als Äbtissin die abodritische Prinzessin Hodica vorstand. Ab 991/992 diente die Mecklenburg daneben als faktischer Bischofssitz der Hamburger Slawendiözese: Hier residierten der Mecklenburger Bischof Reinbert (991/92–1013/14) und sein Nachfolger Bernhard (1013/14–1023).
König Otto III. erwähnte in einer Urkunde vom 10. September 995 erstmals den Namen der Michelenburg (in einer lateinischen Urkunde). Der slawische Name der Burg ist nicht überliefert. Möglicherweise lautete er Weligrad, was „Große Burg“ bedeuten würde. Der deutsche Name Mikelenburg wäre dann eine Übersetzung. Der Name Mikelenburg wandelte sich dann im Laufe der Zeit in Mecklenburg. Im 11. Jahrhundert diente die Mecklenburg noch einmal als Residenz, und zwar für den nakonidischen Fürsten Gottschalk. Danach verlor die Burg ihre Bedeutung als abodritischer Zentralort. Während einer Strafexpedition Heinrichs des Löwen gegen seinen friedbrüchigen Vasallen Niklot steckte dieser die Burg 1160 in Brand. Anschließend richtete der Sachsenherzog dort einen Stützpunkt unter Heinrich von Schaten ein, der aber 1164 von Niklots Sohn Pribislaw überrannt und von den Sachsen aufgegeben wurde.

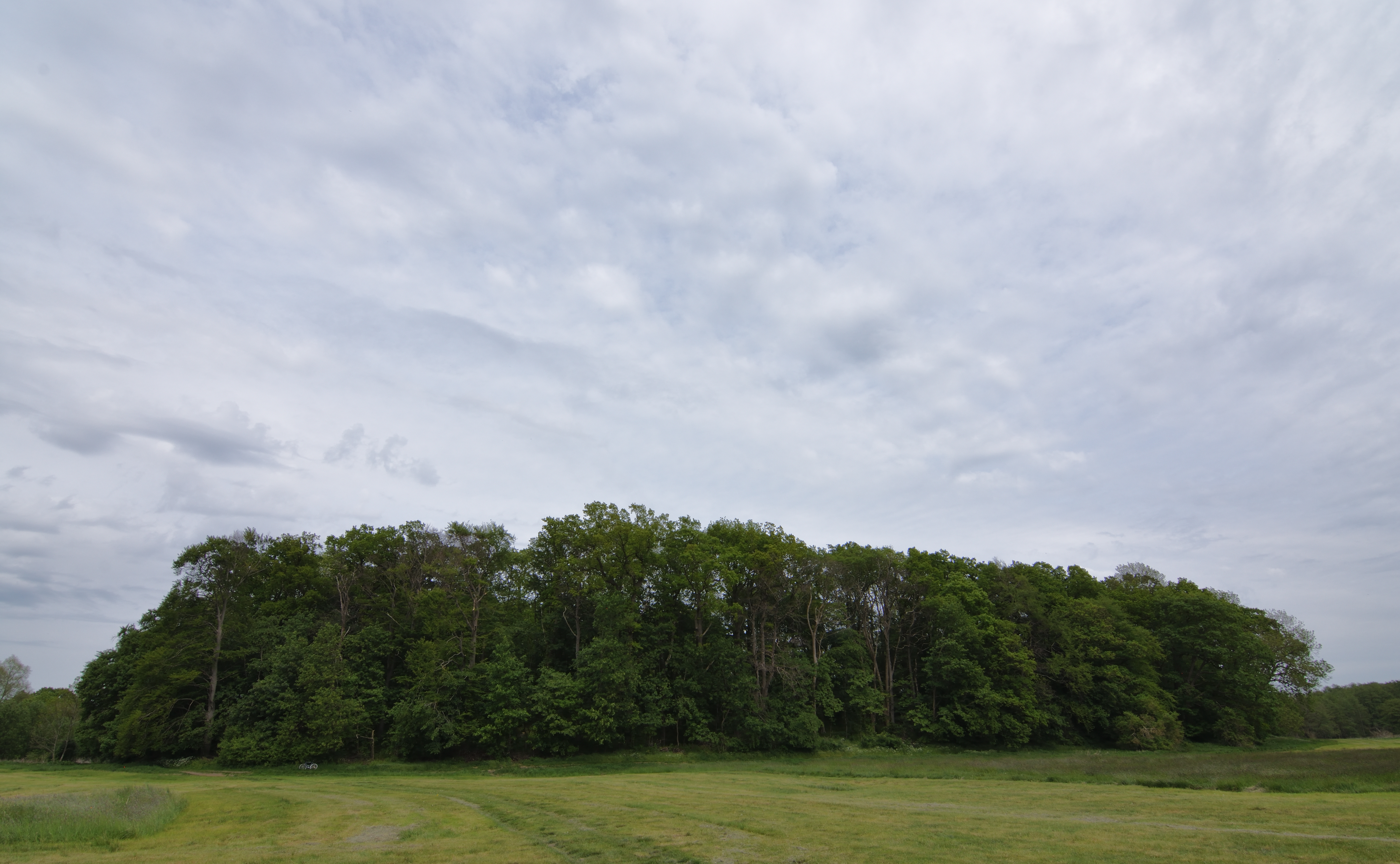
Heutiger Zustand des Burgwalls, Blick von Westen

Die von den Niklotiden wiederaufgebaute Burg ließ Johann I. von Mecklenburg 1256 abreißen, um das Material für den Bau des Schlosses in der damals aufblühenden Stadt Wismar zu verwenden. Nachdem die Burg 1277 während des Vormundschaftsstreits während der Gefangenschaft Heinrichs des Pilgers für die Mecklenburger Fürsten und die Herrscher von Werle, die von hier aus ihre Raubzüge ausführten, noch einmal aufgebaut worden war, wurde sie 45 Jahre später erneut – nun endgültig – zerstört. Aus der Siedlung der Vorburg entstand Mitte des 14. Jahrhunderts das Dorf Mecklenburg. Nach der oberflächlichen Abtragung der Trümmer wurde der Wall von Bauern landwirtschaftlich genutzt. Die erste Aufforstung mit Eichen erfolgte 1856. 1870 legte man den Friedhof des Dorfes auf dem noch deutlich erkennbaren, bis zu sieben Metern hohen Burgwall an. An die Burg erinnert heute der Straßenname Am Burgwall.

## Ausgrabungen
Friedrich Lisch führte auf dem Gelände von 1839 bis 1841 erste Grabungen und Vermessungen durch. 1854 wurde der Wall durch einen großherzoglichen Erlass zum Bodendenkmal erklärt. Erneute umfangreiche Grabungen in einer Schnittlänge von 52 Metern am Südwall und auf einer Fläche von 1175 m² vor der Burg gab es in den Jahren 1967–71 unter Leitung von Peter Donat von der Akademie der Wissenschaften.